# Dzsinnah nemzetközi repülőtér
A Dzsinnah nemzetközi repülőtér (urdu nyelven: جناح بین الاقوامی ہوائی اڈ) (IATA: KHI, ICAO: OPKC) Pakisztán egyik nemzetközi repülőtere, amely Karacsi közelében található. Éves utasforgalma 7 267 582 fő (2017).

## Futópályák
A repülőtér futópályái:
- 07R/25L (3400 m, 45 m, beton)
- 07L/25R (3200 m, 45 m, beton)

## Forgalom
Az utasforgalom az elmúlt években az alábbi módon változott:
| 2017 | 7 267 582 |